# Jüdischer Friedhof (Fénétrange)

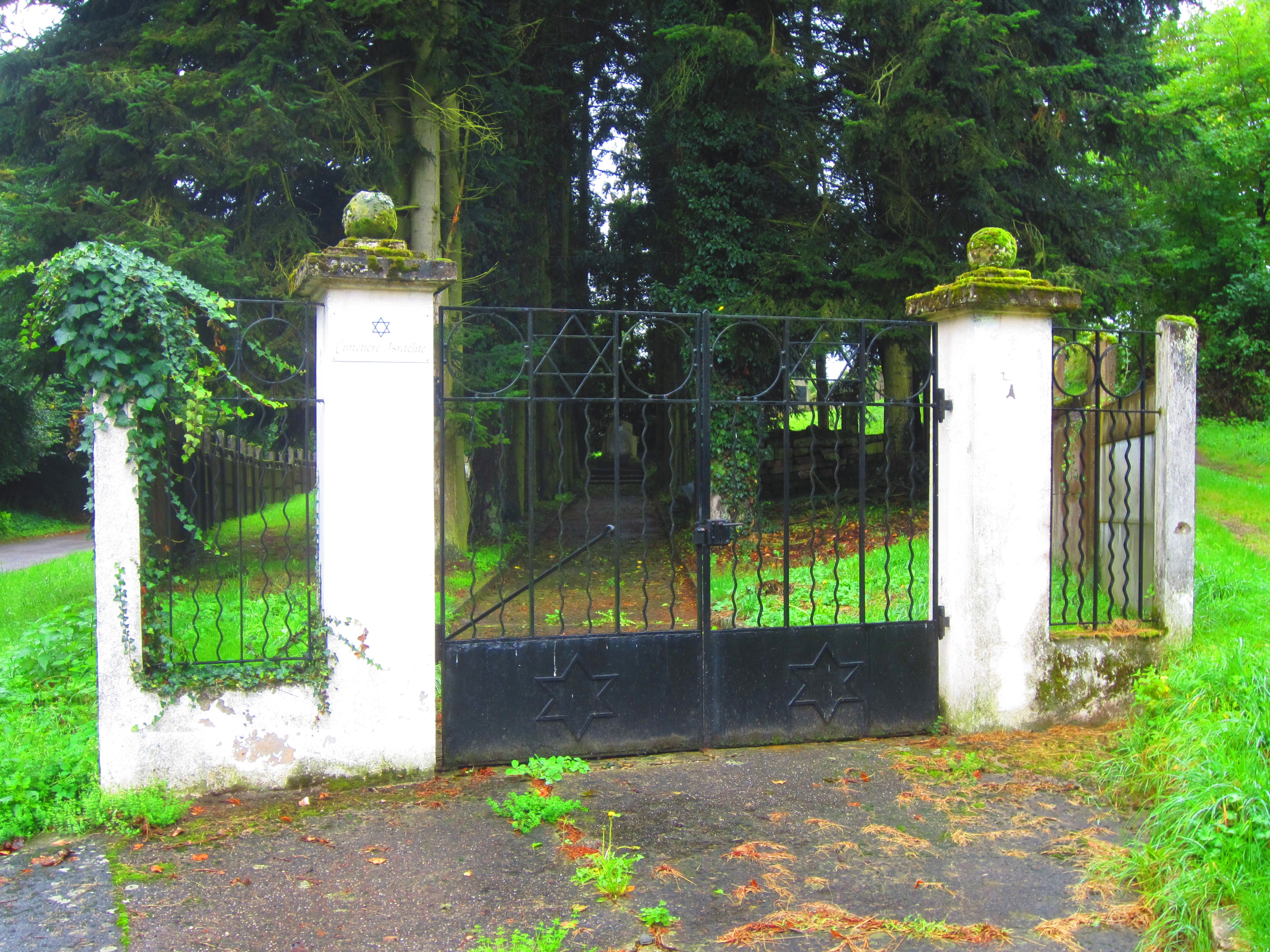
Eingang zum jüdischen Friedhof in Fénétrange

Der Jüdische Friedhof in Fénétrange, einer französischen Gemeinde im Département Moselle in der historischen Region Lothringen, wurde im 18. Jahrhundert angelegt. Der jüdische Friedhof befindet sich in der Verlängerung der Rue des remparts.
Er wurde während des Zweiten Weltkriegs von den deutschen Besatzern geschändet.
Auf dem Friedhof sind nur noch wenige Grabsteine erhalten.